# سهل الحياري
سهل الحياري (1964-) هو مهندس معماري أردني. حصل على شهادة البكالوريوس في الهندسة المعمارية والفنون الجميلة من كلية رود آيلاند للتصميم، ودرجة الماجستير في التصميم الحضري من كلية الدراسات العليا للتصميم في جامعة هارفارد، وأجرى دراسات عليا في كلية العمارة بجامعة البندقية. عمل محاضراً للعمارة والتصميم في عدد من الجامعات كجامعة كولومبيا، وهارفرد، وجامعة البندقية، والمعهد الاتحادي للتكنولوجيا في زيوريخ بسويسرا، والجامعة الأمريكية في بيروت، وجامعة العلوم والتكنولوجيا بالأردن.

## أسلوبه
تميز أسلوب الحياري في العمارة والتصميم بأنه دمج التصميم الحديث والمبتكر مع الأعمال الحجرية العربية التقليدية، ودمج العناصر المعمارية الحديثة والمعاصرة بالسياق التاريخي، لتشكيل مساحات تحاكي حداثة المعمار وتشمل أبعاد الثقافة. وعمل على دعم استخدام فن المعمار الحجري العربي من الأردن في الأوساط العالمية، وبهذا شكّل أسلوب مميز يجمع بين التضاريس والعمارة من خلال الاستجابته الشكلية والمكانية المرنة المتناسقة والمتكاملة مع البيئة.

## الجوائز
حصل الحياري على جائزة نوابغ العرب عن فئة العمارة والتصميم لعام 2024 تقديراً لإسهاماته الرائدة في تطوير العمارة العربية الحديثة.